# Parigi-Camembert 1950
La Parigi-Camembert 1950, undicesima edizione della corsa e valida come evento del circuito UCI categoria CB1.1, si svolse l'11 aprile 1950. Fu vinta dal francese Ange Le Strat.

## Ordine d'arrivo (Top 10)
| Pos. | Corridore          | Squadra            | Tempo |
| ---- | ------------------ | ------------------ | ----- |
| 1    | Ange Le Strat      | La Perle           |       |
| 2    | Camille Clerambosq | -                  |       |
| 3    | Robert Dorgebray   | Peugeot            |       |
| 4    | Nello Sforacchi    | Automoto           |       |
| 5    | Jean-Marie Goasmat | Automoto           |       |
| 6    | Andre Blin         | Thomann            |       |
| 7    | Pierre Molinéris   | Bottecchia         |       |
| 8    | Galliano Pividori  | Automoto           |       |
| 9    | Roger Queugnet     | -                  |       |
| 10   | Attilio Redolfi    | Mercier-Hutchinson |       |